# Sant Julian de Copèu
Saint-Julien-de-Coppel és un municipi francès situat al departament del Puèi Domat i a la regió d'Alvèrnia-Roine-Alps. L'any 2007 tenia 1.076 habitants.

## Demografia

### Població
El 2007 la població de fet de Saint-Julien-de-Coppel era de 1.076 persones. Hi havia 439 famílies de les quals 118 eren unipersonals (55 homes vivint sols i 63 dones vivint soles), 129 parelles sense fills, 153 parelles amb fills i 39 famílies monoparentals amb fills.
La població ha evolucionat segons el següent gràfic:
Habitants censats

### Habitatges
El 2007 hi havia 527 habitatges, 446 eren l'habitatge principal de la família, 46 eren segones residències i 35 estaven desocupats. 500 eren cases i 21 eren apartaments. Dels 446 habitatges principals, 371 estaven ocupats pels seus propietaris, 67 estaven llogats i ocupats pels llogaters i 9 estaven cedits a títol gratuït; 2 tenien una cambra, 14 en tenien dues, 72 en tenien tres, 134 en tenien quatre i 224 en tenien cinc o més. 310 habitatges disposaven pel capbaix d'una plaça de pàrquing. A 178 habitatges hi havia un automòbil i a 245 n'hi havia dos o més.

### Piràmide de població
La piràmide de població per edats i sexe el 2009 era:
| Homes | Edats   | Dones |
| ----- | ------- | ----- |
| 0     | 95 o +  | 0     |
| 0     | 90 a 94 | 8     |
| 0     | 85 a 89 | 0     |
| 4     | 80 a 84 | 8     |
| 12    | 75 a 79 | 16    |
| 24    | 70 a 74 | 36    |
| 36    | 65 a 69 | 20    |
| 8     | 60 a 64 | 20    |
| 28    | 55 a 59 | 16    |
| 48    | 50 a 54 | 32    |
| 40    | 45 a 49 | 56    |
| 36    | 40 a 44 | 24    |
| 32    | 35 a 39 | 24    |
| 36    | 30 a 34 | 36    |
| 20    | 25 a 29 | 32    |
| 32    | 20 a 24 | 16    |
| 16    | 15 a 19 | 28    |
| 24    | 10 a 14 | 12    |
| 20    | 5 a 9   | 32    |
| 32    | 0 a 4   | 28    |

## Economia
El 2007 la població en edat de treballar era de 720 persones, 522 eren actives i 198 eren inactives. De les 522 persones actives 488 estaven ocupades (262 homes i 226 dones) i 34 estaven aturades (16 homes i 18 dones). De les 198 persones inactives 93 estaven jubilades, 45 estaven estudiant i 60 estaven classificades com a «altres inactius».

### Ingressos
El 2009 a Saint-Julien-de-Coppel hi havia 482 unitats fiscals que integraven 1.154,5 persones, la mediana anual d'ingressos fiscals per persona era de 18.661 €.

### Activitats econòmiques
Dels 35 establiments que hi havia el 2007, 1 era d'una empresa extractiva, 4 d'empreses de fabricació d'altres productes industrials, 10 d'empreses de construcció, 5 d'empreses de comerç i reparació d'automòbils, 1 d'una empresa de transport, 2 d'empreses d'hostatgeria i restauració, 1 d'una empresa financera, 3 d'empreses immobiliàries, 5 d'empreses de serveis i 3 d'entitats de l'administració pública.
Dels 12 establiments de servei als particulars que hi havia el 2009, 2 eren tallers de reparació d'automòbils i de material agrícola, 3 paletes, 3 guixaires pintors, 2 lampisteries i 2 restaurants.
L'any 2000 a Saint-Julien-de-Coppel hi havia 33 explotacions agrícoles que ocupaven un total de 1.491 hectàrees.

## Equipaments sanitaris i escolars
El 2009 hi havia una escola elemental.

## Poblacions més properes
El següent diagrama mostra les poblacions més properes.